# Панахи, Рита
Рита Панахи (англ. Rita Panahi; род. 1976 год) — австралийский политический комментатор. Колумнист в Herald Sun и ведущая The Rita Panahi Show, Lefties Losing It и The Friday Show на Sky News Australia. Она автор передачи Sunrise на Seven Network. Работает на радио 3AW и 2GB.

## Биография

### Ранняя жизнь и образование
Рита Панахи родилась в 1976 году в Пайн-Блафф, США, в семье иранцев. Её мать была акушеркой, а отец — инженер-агрономом. Семья вернулась в Иран, когда она была ещё совсем маленькой, жила на побережье и переехала в Тегеран к 1979 году. Её мать работала в больнице, связанной с шахом во время Исламской революции.
Панахи описала своих родителей как «расслабленных мусульман, которые не были особенно политизированы». Не смотря на это, её семья подверглась преследованиям со стороны шиитского исламистского правительства аятоллы Хомейни. В 1984 году они были приняты Австралией в качестве беженцев и впоследствии жили в Мельбурне.
Панахи работала в банковской сфере, одновременно посещая Университет Монаша, училась, но не получила степень бакалавра бизнеса в области финансов. Она присоединилась к Australian Young Labor и добровольно участвовала в предвыборной кампании 1996 года. Панахи работала личным банкиром в Colonial Mutual и была самым молодым менеджером филиала в истории компании. У неё есть ребёнок, и по состоянию на 2016 год она была родителем-одиночкой.
Когда ей было за 30, она чувствовала, что отсутствие высшего образования — это незаконченное дело, и поступила в Технологический университет Суинберна и получила степень магистра делового администрирования.

### Карьера в СМИ
Изначально Панахи писала для ежедневной бесплатной газеты mX, ведя еженедельную колонку спортивных сплетен. Её колонка была выбрана на второй год, и к 2007 году она стала постоянным гостем на спортивной радиостанции AM SEN. В сентябре 2007 года Панахи начала работать в Herald Sun, издаваемой Herald and Weekly Times (HWT), дочерней компанией News Corp Australia. Панахи также является постоянным гостем на Sky News Australia и на Seven Network. Она также является радиокомментатором на 3AW и 2GB.
В марте 2018 года Панахи начала вести The Friday Show на Sky News Live.

## Взгляды
Панахи описывали и как консерватора, и правую, и как «удивительно прогрессивную» по некоторым социальным вопросам. Маргарет Саймонс, пишущая для SBS, заметила, что Панахи ненавидит гомофобию и выступала за то, чтобы женщины выбирали одиночное материнство, как и она сама.
В ответ на обвинения в том, что Австралия является системно расистской, Панахи утверждала, что Австралию не следует характеризовать как расистскую.
В январе 2017 года Майкл Крогер призвал Панахи баллотироваться на предварительных выборах Либеральной партии в избирательном округе штата Виктория во Франкстоне.
Она — атеист.

### Ислам
Панахи — бывшая мусульманка, и она критикует некоторые аспекты ислама. Она обвинила тех, кого она считает регрессивными левыми, в подстрекательстве к исламизму на Западе, заявив, что они «оправдывают поведение, которое они никогда не потерпят от немусульман». Она описала западных феминисток, которые рассматривают такие скромности, как бурки, никабы и хиджабы, как символы разнообразия или расширения прав и возможностей, как пример такого подстрекательства. Однако она выступает против полного запрета на мусульманскую иммиграцию. Она выступала против бурки и критиковала западных женщин, которые носят хиджабы в знак солидарности с мусульманками, утверждая, что хиджаб является политическим символом, а также религиозным, и что его навязали ей в детстве в Иране. Она поддержала заявления против паранжей, сделанные другими бывшими мусульманами, такими как Дарья Сафаи и Ясмин Мохаммед.
В январе 2015 года Панахи схлестнулась в дебате с Эндрю О’Кифом на Weekend Sunrise из-за комментариев относительно мусульман. Панахи заявила: «Нам нужно начать разумно обсуждать проблемы, которые у нас есть с мусульманским сообществом». О’Киф ответил: «Каждый раз, когда христианин-фундаменталист в Соединённых Штатах взрывает клинику абортов или синагогу, мы считаем всех христиан мира ответственными за это?». Панахи ответила: «Эндрю, это такой бессмысленный аргумент… Мы должны прекратить делать то, что ты только что сделал, и притворяться, что ислам похож на любую другую религию».

### Монархия
Панахи рассказала, что раньше она выступала за республиканизм, но теперь выступает за сохранение монархии Австралии, утверждая, что монархия — это порочная система, но «реальность такова, что она работает для Австралии. У нас есть стабильная система правления с номинальным главой, который является благосклонным, вызывает большое восхищение и не заинтересован во вмешательстве в наши дела». Она также выразила несогласие с взглядами бывшего председателя Австралийского республиканского движения Питера Фицсаймонса и согласилась с оценкой бывшего сенатора Дэвида Лейонхельма о том, что дебаты о монархии не являются проблемой для рядовых австралийцев, но навязчиво продвигаются республиканцами. Однако Панахи раскритиковала политические заявления Меган Маркл и принца Гарри, утверждая, что они «разгромили» наследие королевы Елизаветы. До смерти королевы Елизаветы в 2022 году Панахи высказала мнение, что корона должна быть передана принцу Уильяму, а не его отцу Карлу.

### Политика США
В преддверии президентских выборов в США 2020 года Панахи утверждала, что, хотя у неё были некоторые разногласия и сомнения относительно Дональда Трампа, она выступала за его переизбрание и утверждала, что победа Трампа будет более выгодна для национальной безопасности Австралии, чем президентство Байдена. Она также обвинила СМИ в игнорировании роста поддержки Трампа среди чернокожих, геев и испаноязычных граждан с целью обвинить его в расизме.